# Ictidosuchoides
Ictidosuchoides — викопний рід тероцефалів з родини Ictidosuchidae. Скам'янілості були знайдені в басейні Кару в ПАР. Відомо, що рід був одним із небагатьох тероцефалів, які пережили пермсько-тріасове вимирання в цій області, хоча його чисельність була досить низькою після вимирання.